# 蓝田人
蓝田人（學名：[Homo erectus lantianensis] 错误：{{Lang}}：文本有斜体标记（帮助））是中国的直立人化石。通常称作蓝田猿人，学名直立人蓝田亚种。生活的时代是更新世中期、旧石器时代早期。

## 发现
藍田人在1963年中國陝西省在蓝田县陈家窝村附近發現，化石為一30多歲女性的頭骨。眉嵴碩大粗壯，左右幾乎連成一條橫脊；頭骨高度很低；骨壁厚度超過北京人，腦量只有780毫升，亦小於北京人（850-1300cc），与爪哇人相仿（775-900cc）。据测定距今约60万年，晚于公王岭化石。公王岭的头盖骨是1964年发现的，该遗址在蓝田以东十多公里的地方。有人将陈家窝村的这件化石也称为蓝田人。但不少学者主张，这一名称以专用于公王岭的直立人化石为宜，而另把陈家窝的直立人化石称作陈家窝人（Homo erectus chenchiawoensis）。后来的古地磁断代证实，公王岭头盖骨的年代比陈家窝的下颌骨早得多。公王岭化石是迄今中国最古老的人类化石。总之，蓝田人是目前亞洲北部所發現的最古老的直立人。「直立人」是指已能直立行走，並懂得製造石器的人類。 在公王嶺的化石包括完整的的额骨，大部分顶骨，右侧的颞骨和上颌骨（附有第二、三臼齿），左上颌骨的何况和额突部，大部分左鼻骨和右鼻骨的鼻根部，以及1颗左上第二臼齿。

## 特征
藍田人的年份較北京人早數十萬年。因此他們在體質形態上有不少差別。例如藍田人的容貌更似猿猴，智力和四肢也比不上北京人發達。考古學家因而把藍田人分類為「早期直立人」，把北京人分類為「晚期直立人」。他們住在更新世中期、舊石器時代。早期的藍田人為西安最早的居民。

## 分布
2005年，中科院古人類學家黃萬波在三峽龍骨坡發現了巫山人時，也發現了藍田人。因此藍田人雖然在陝西藍田發現，但其故鄉卻可能在秦嶺以南。因為藍田一帶的地質構造是黃土，根本不適合原始人類居住。中國的氣候是冰川間隔冰川，藍田人是某一個時期氣候變暖後，從三峽地區遷移過去的。

## 生活
他們大約生活在80至75萬年前。當時藍田人的生活地區，草木茂盛，很多種遠古動物棲息，包括大熊貓、東方劍齒象、葛氏斑鹿等素食動物，更有兇猛的劍齒虎。藍田人用簡單而粗糙的方法打製石器，包括大尖狀器、砍砸器、刮削器和石球等，在自然環境中掙扎求存。他們捕獵野獸，採集果實、種籽和塊莖等為食物。

## 图集

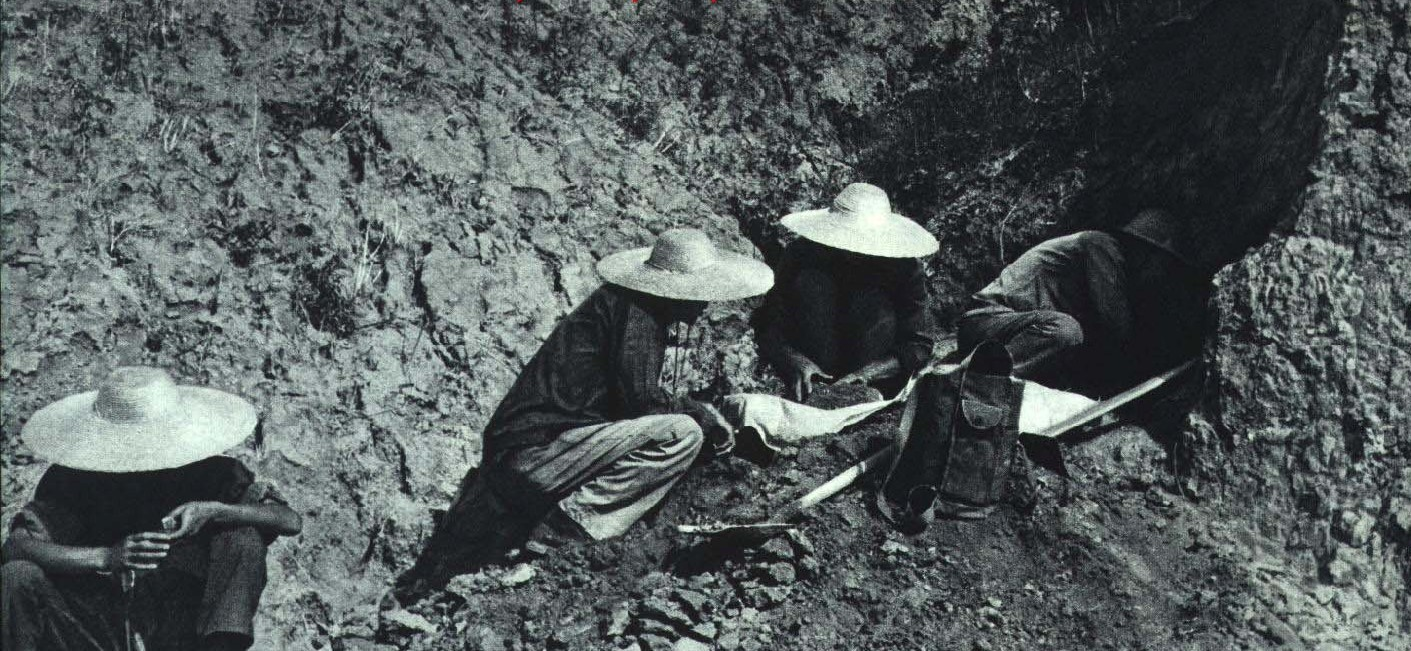
1964年 蓝田挖掘现场
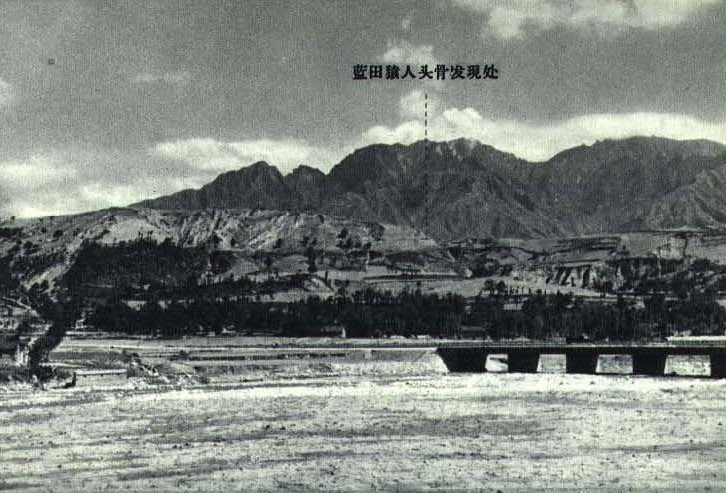
1965年 蓝田公王岭
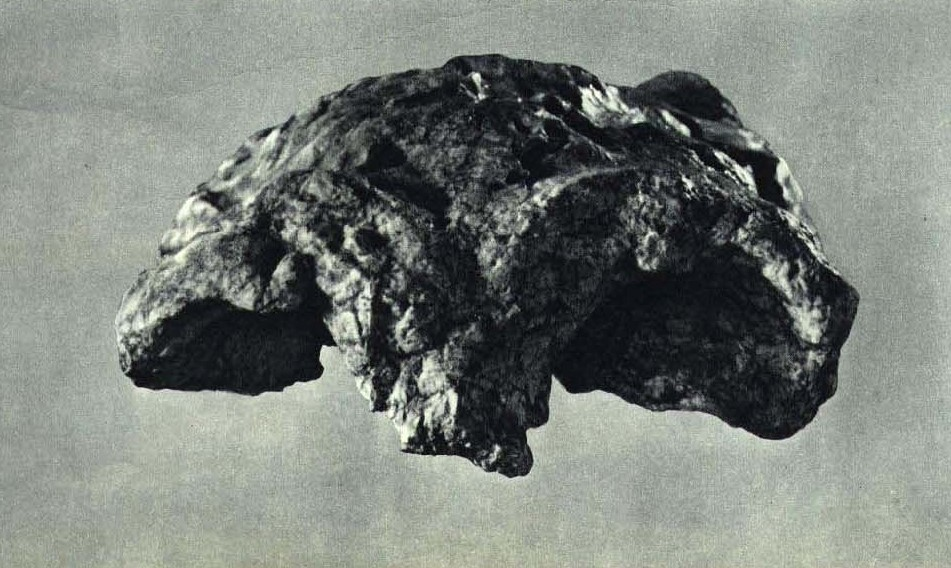
1965年 蓝田人头盖骨
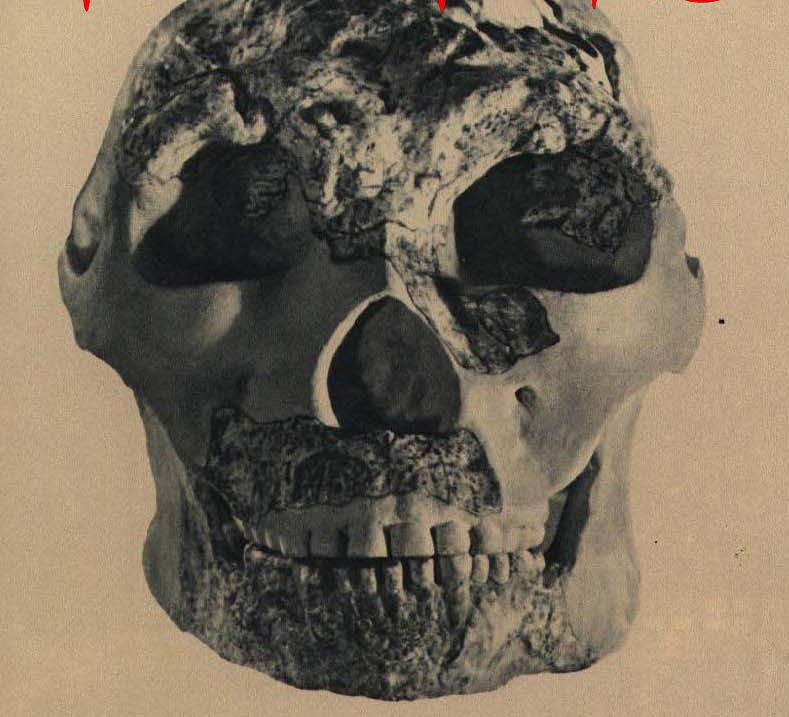
1965年 蓝田人遗骸
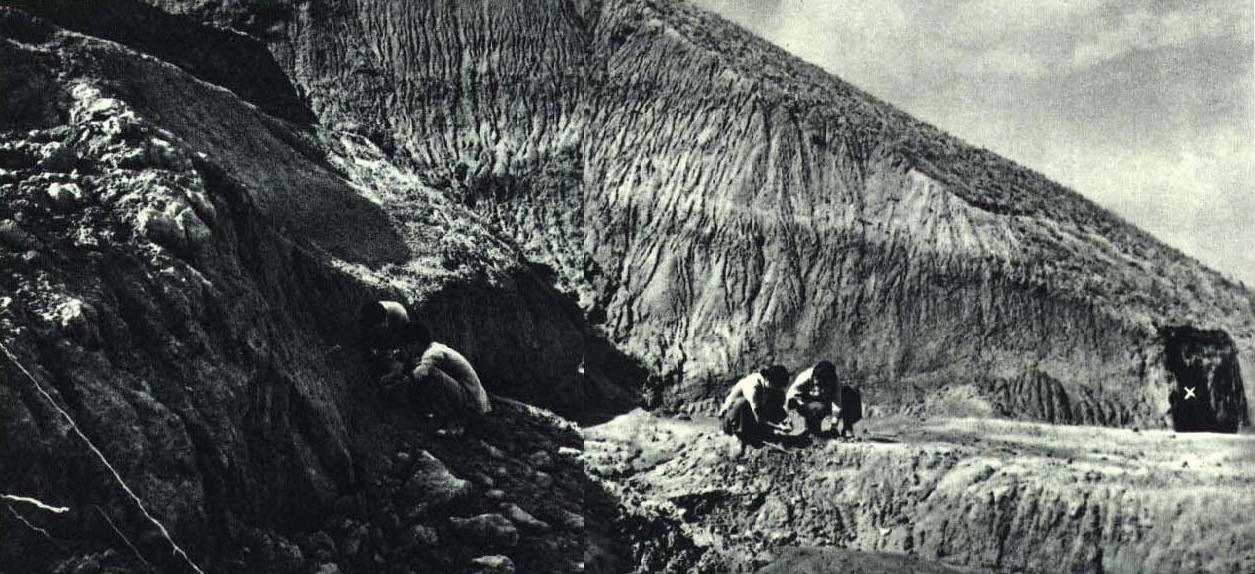
1965年 蓝田人遗骸发现地 X
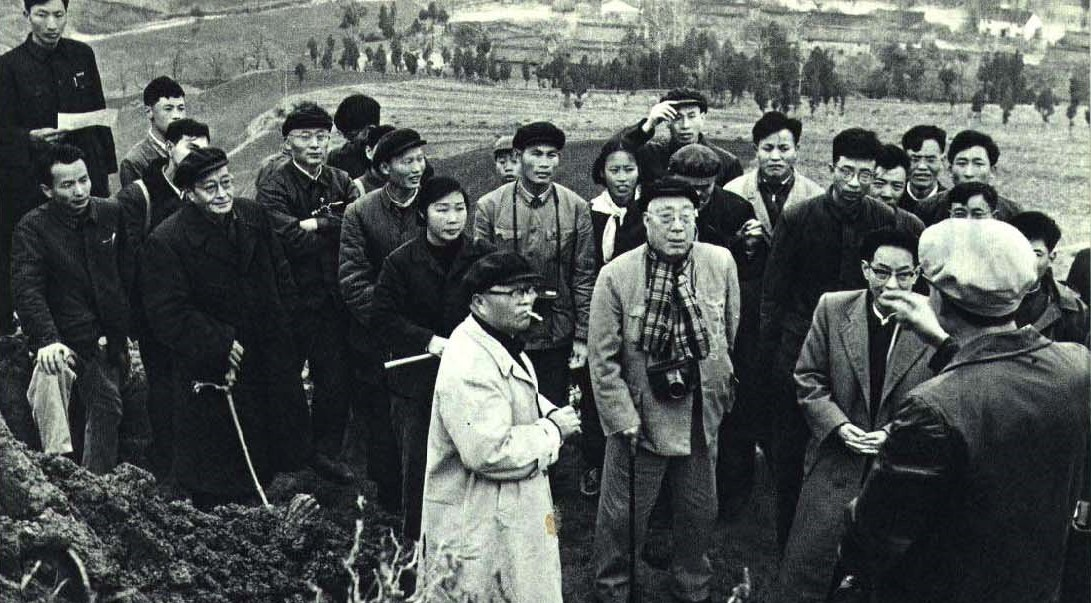
1965年 杨锺健在蓝田人遗骸发现地